# Pristimera atractaspis
Pristimera atractaspis är en benvedsväxtart som först beskrevs av N.Hallé, och fick sitt nu gällande namn av R.H.Archer. Pristimera atractaspis ingår i släktet Pristimera och familjen Celastraceae. Inga underarter finns listade.